# Wacholderberg und Schmiedsberg bei Dens
Das Naturschutzgebiet Wacholderberg und Schmiedsberg bei Dens befindet sich südlich des Ortsteils Dens der Gemeinde Nentershausen im osthessischen Landkreis Hersfeld-Rotenburg. Durch die Nutzung als Hute haben sich auf den flachgründigen Böden in der hügeligen Kuppenlandschaft schutzwürdige Kalk-Halbtrockenrasen ausgebildet. Mit weiteren Halbtrockenrasenflächen der Umgebung gehört es teilweise zu dem Fauna-Flora-Habitat-Gebiet „Kalkmagerrasen zwischen Morschen und Sontra“. Die kulturhistorische Bedeutung des Naturschutzgebiets begründen die Relikte früherer Landnutzungsformen, deren Strukturen noch in den Bereichen der Trockenrasen, Wacholderheiden und Mähwiesen zu erkennen sind.

## Lage
Das Naturschutzgebiet „Wacholderberg und Schmiedsberg bei Dens“ liegt auf einer Höhe zwischen 350 m und 420 m im Richelsdorfer Gebirge, einer durch Bergbau geprägten Mittelgebirgslandschaft im Landkreis Hersfeld-Rotenburg. Es besteht aus drei Teilflächen in den Gemarkungen Dens der Gemeinde Nentershausen und Solz der Stadt Bebra. Bis auf den südlichen Teilbereich am Schmiedsberg gehören sie zum Geo-Naturpark Frau-Holle-Land. Nach der naturräumlichen Gliederung Deutschlands, die auf der Geografischen Landesaufnahme des Instituts für Landeskunde Bad Godesberg basiert, befinden sich die geschützten Flächen im „Sontraer Land“ (357.31) und mit der Kuppe des Schmiedsbergs im Übergangsbereich zum „Ibaer Hügelland“ (357.30). Sie sind Teileinheiten des „Sontraer Hügellandes“ (357.3), innerhalb des „Unteren Werraberglands“ (358), in der Haupteinheitengruppe des „Osthessischen Berglands“ (35).

## Natur

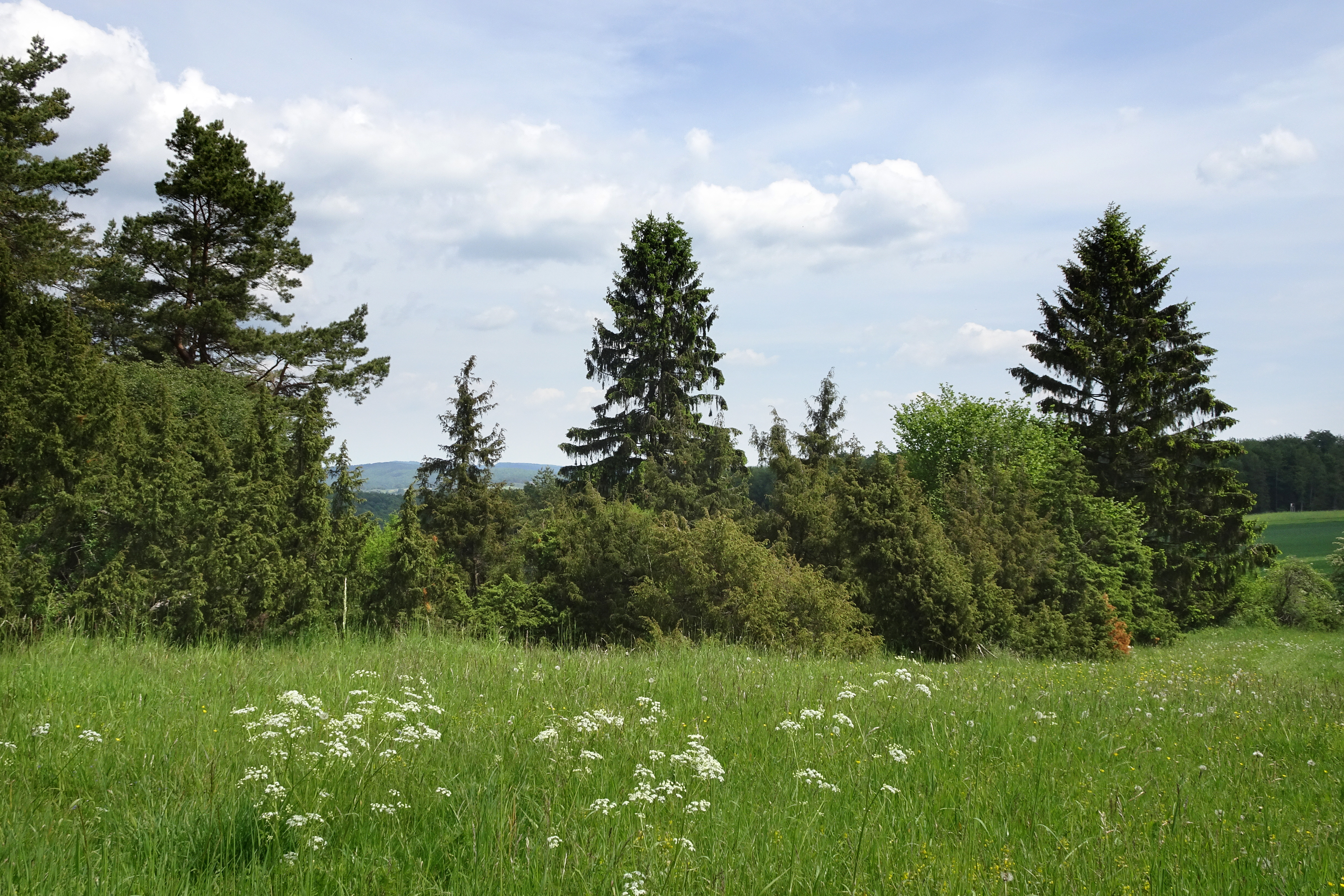
Wacholderbestände auf dem Schmiedsberg

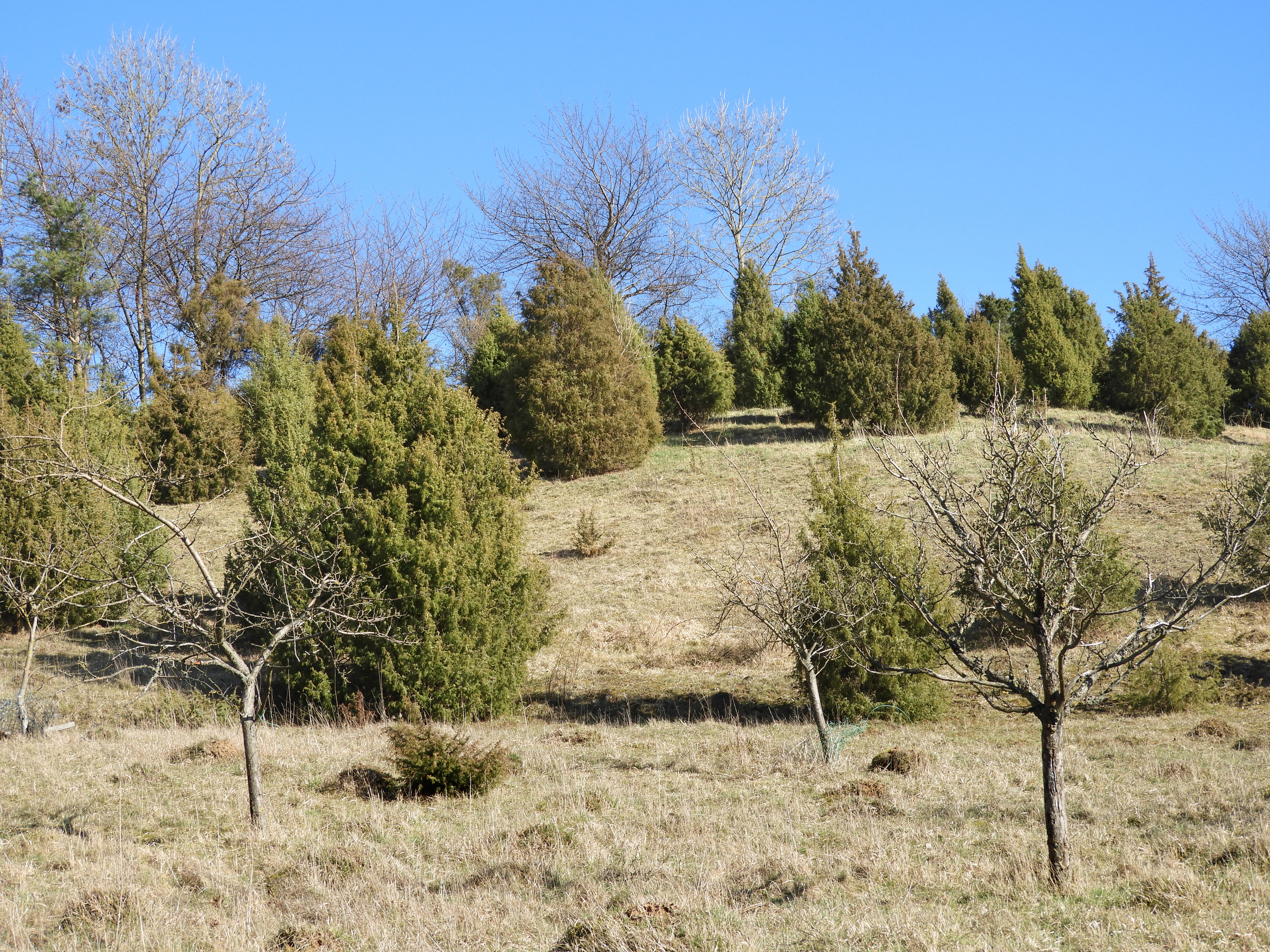
Partie am Wacholderberg

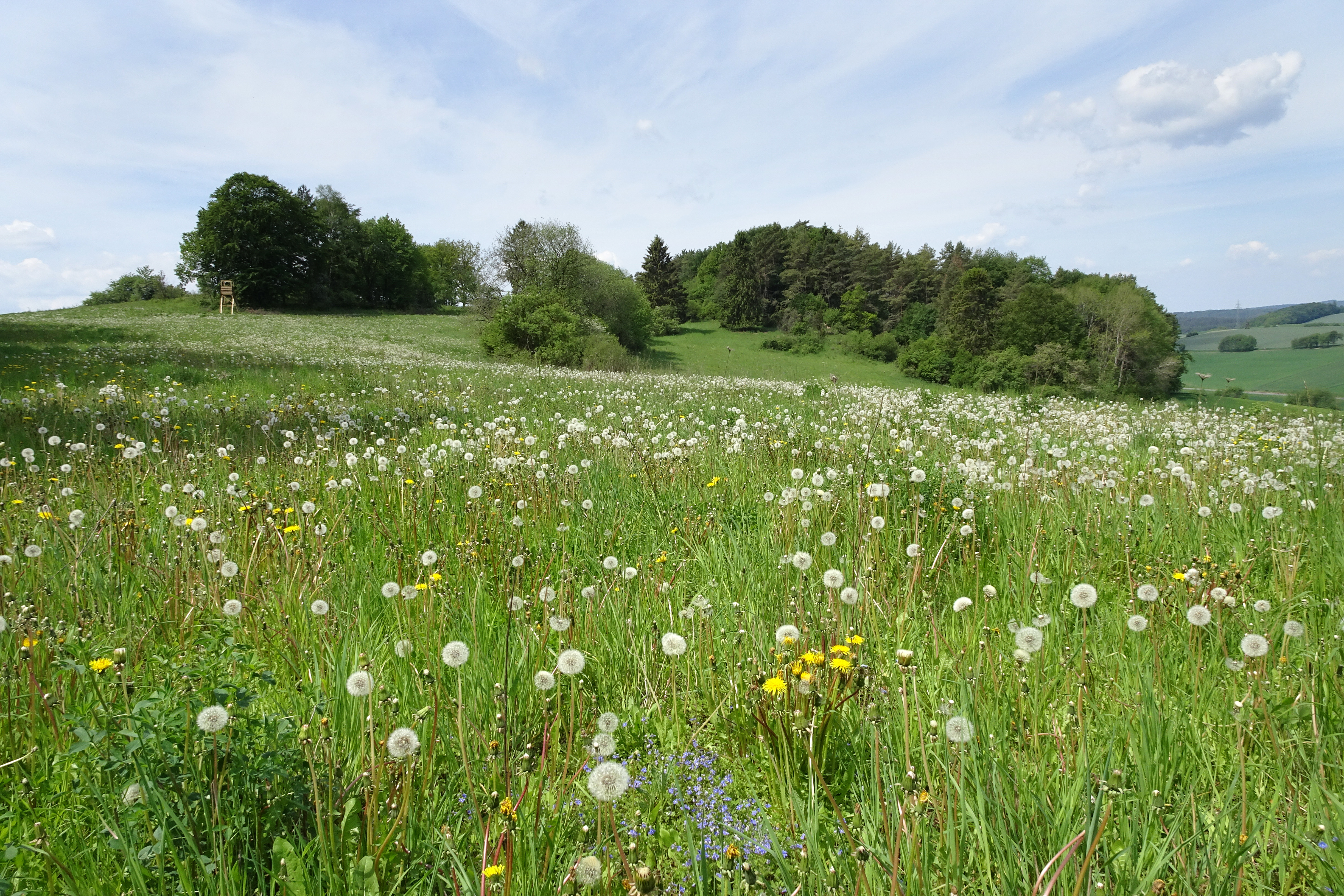
Die östliche Seite des Schmiedsbergs

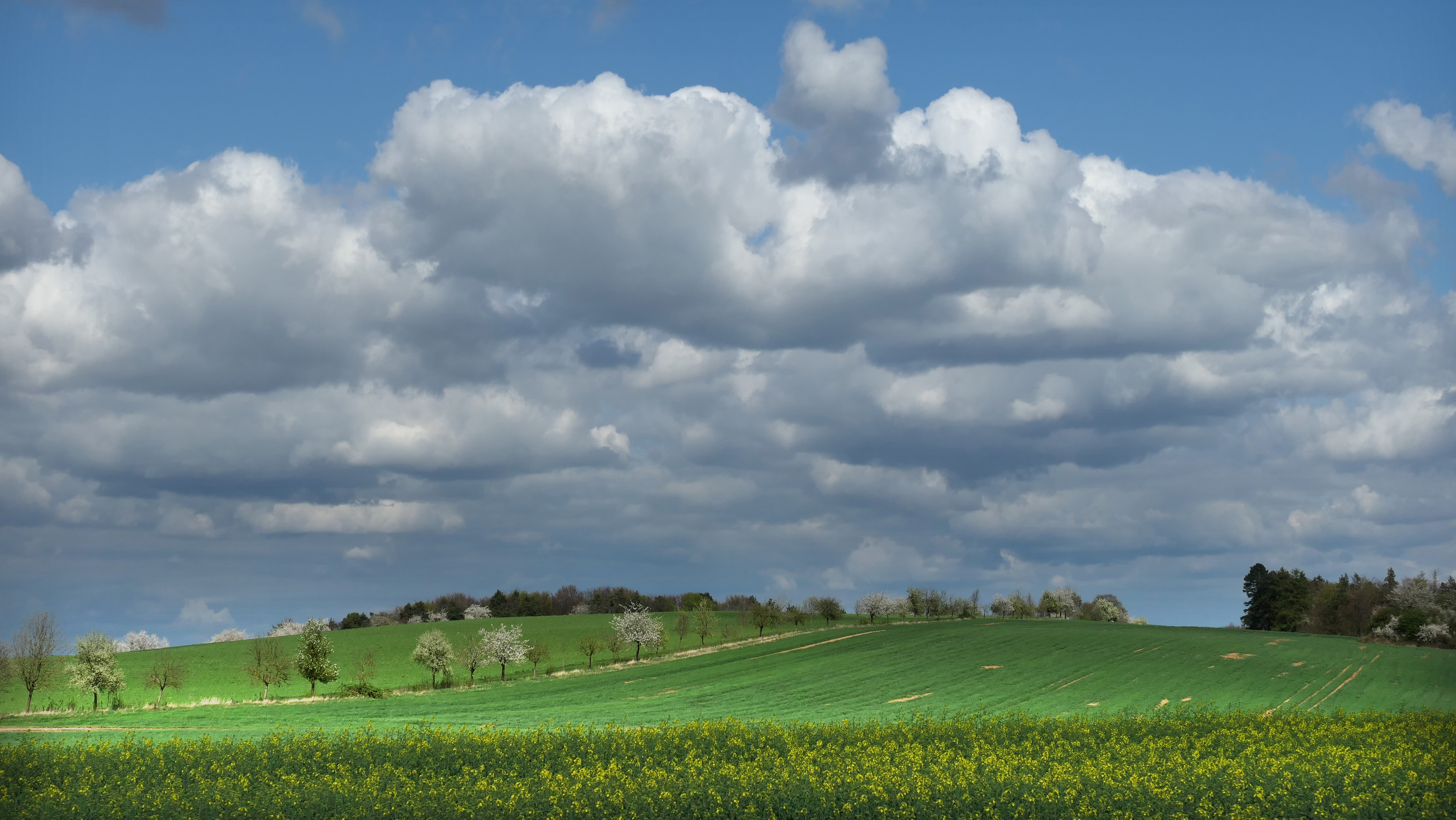
Blick von der Solzer Höhe auf die Kuppe des Schmiedsbergs

Den geologischen Untergrund des Schutzgebiets bilden Kalkablagerungen des Zechsteins, die zu flachgründigen Böden verwittert sind. Weil sie ungeeignet für einen fruchtbaren Ackerbau waren, dienten die Flächen der Beweidung von Schafen und Ziegen. Durch die Nutzung als Triftweide haben sich in den vorigen Jahrhunderten Kalk-Halbtrockenrasen ausgebildet, die der Pflanzengesellschaft des Enzian-Schillergras-Rasen zugeordnet werden. Dieser Vegetationstyp gilt als einer der artenreichsten Lebensräume in Mitteleuropa und ist besonders blumenreich. Eine der Charakterarten, der Deutsche Enzian kam hier in den 1980er Jahren in Massenbeständen vor. Wie auch in anderen Gebieten ist er stark zurückgegangen und in manchen Jahren witterungsbedingt nicht zu sehen. Der Enzian ist zudem von geeigneten Keim- und Aufwuchsbedingungen abhängig. Eine Beweidung mit Schafen wirkt sich positiv aus. Als ein- oder zweijährige Pflanze, deren Samen zur Keimung eine längere Befeuchtungsphase benötigen, sind sie auf Verwundungen der Grasnarbe und Verdichtung der Böden durch den Viehtritt angewiesen.
Bemerkenswert ist das Auftreten des in Hessen gefährdeten Gefleckten Knabenkrautes am Schmiedsberg bei Dens. Als weitere geschützte oder seltene Arten wachsen auf den wärmebegünstigten Lagen der Schutzgebietsflächen Fransen-Enzian, Gewöhnliches Katzenpfötchen, Vogelfuß-Segge, Silberdistel, Helm- und Dreizähniges Knabenkraut.
Das Landschaftsbild wird von den Wacholderbeständen bestimmt. Gegenüber anderen Gehölzen ist der Wacholder sehr konkurrenzschwach und sein Vorkommen beschränkt sich vielerorts auf Standorte die durch Weidenutzung entstanden sind. Da der Wacholder ein Gewächs ist, bei dem die Schafe auch schon die jungen Triebe nicht fressen, wurde er zum charakteristischen Merkmal einer Kulturlandschaft, die von der Beweidung durch Schafe und Ziegen geprägt ist. Der hohe Pflanzenartenreichtum der Wacholderbereiche bildet die Grundlage für eine besonders ausgeprägte Falterfauna. Bei einer Bestandsaufnahme Ende der 1980er Jahre wurden 36 Arten nachgewiesen, unter denen Schlehen-Zipfelfalter, Zwerg-Bläuling, Roter und Schwarzbrauner Dickkopffalter zu den gefährdeten Arten Hessens zählen.
Die heute noch vorhandenen Magerrasen sind nur noch Überbleibsel des einst großflächig verbreiteten Biotoptyps. Mit der Aufgabe der Beweidung ab den 1950er Jahren entwickelte sich auf den selbst überlassenen Flächen bis zur Unterschutzstellung im Jahr 1990 eine ständig fortschreitende Verbuschung bis hin zu einer Wiederbewaldung. Durch Pflegemaßnahmen wurden inzwischen Teilbereiche wieder zu Halbtrockenrasen umgewandelt.

## Leitbilder und Erhaltungsziele
Das Leitbild für das Naturschutzgebiet, wie auch für die anderen Teilflächen des FFH-Gebiets, ist die Wiederherstellung der früheren, vielfältig strukturierten Kulturlandschaft, durch eine extensive, an das Gelände-angepasste Nutzung. Die landschaftsprägenden Wacholderflächen auf Halbtrockenrasen sollen mit ihren Gebüsch- und Saumstrukturen auch in Zukunft erhalten bleiben. Eine Beweidung mit Schafen und Ziegen, als gebietstypischer Bewirtschaftungsform, gilt dabei als das wesentliche Pflegenutzungsinstrument. Beweidete, kurzrasige Flächen dienen kleinwüchsigen und konkurrenzschwachen Arten als Lebensraum und fördern blütenreiche Bestände, die zahlreichen Insekten ein vielfältiges Nahrungsangebot bieten.

## Schutz
- Naturschutzgebiet

Mit Verordnung vom 30. April 1990 des Regierungspräsidiums in Kassel wurden drei Flächen auf dem Wacholder- und Schmiedsberg zum Naturschutzgebiet erklärt. Mit der Unterschutzstellung sollten „die zum Teil mit Gehölzen und Gebüsch, insbesondere Wacholder, bestandenen Kalkmagerrasenbereiche sowie die naturnahe Waldfläche als Lebensraum seltener Pflanzen- und Tierarten“ erhalten und durch Pflegemaßnahmen verbessert werden. Ausgewiesen wurde das Naturschutzgebiet mit einer Größe von 11,54 Hektar. Es hat die nationale Kennung 1632017 und den WDPA-Code 166104.
- Fauna-Flora-Habitat-Gebiet

Das geschützte Gelände auf dem Wacholder- und Schmiedsberg wurde im Rahmen der Umsetzung der Fauna-Flora-Habitat-Richtlinie im Juni 2000 mit weiteren Bereichen der EU-Kommission für das länderübergreifende ökologische Schutzgebietssystem „Natura 2000“ vorgeschlagen, das die Erhaltung gefährdeter oder typischer Lebensräume und Arten als Ziel hat. Die Schutzwürdigkeit wurde in dem Standarddatenbogen vom März 2000, neben anderen, mit den kleinflächigen orchideenreichen Enzian-Schillergrasrasen und Trespen-Kalktrockenrasen begründet, die in einem Mosaik aus Kalkäckern, Grünland und Waldflächen eingebettet sind. Als bundesweit bedeutsam werden die Vorkommen des Dreizähnigem Knabenkrauts angesehen, das hier auf mehreren Teilflächen stabile Bestände besitzt. Nach der Bestätigung als Gebiet von gemeinschaftlicher Bedeutung im Dezember 2004 forderte die EU neben dem Gebietsmanagement und dem damit verbundenen Monitoring eine förmliche Schutzerklärung, die im Januar 2008 mit der „Verordnung über Natura 2000-Gebiete in Hessen“ erfolgte. Das aus 65 Teilflächen zusammengesetzte FFH-Gebiet, dessen Abgrenzung mehrfach geändert wurde, hat eine Größe von 444 Hektar, die Gebietsnummer 5025-350 und den WDPA-Code 5555520378.

## Besucherhinweis
Von der Kreisstraße 53 von Dens nach Solz biegt links ein Feldweg ab, der am Wacholderberg entlang führt. Über Wirtschaftswege und einen Wanderweg von Nentershausen nach Solz erreicht man den Schmiedsberg, der eine weite Sicht in die westliche Richtung bietet.